# Astolfo Araújo
Astolfo Araújo (Ribeirão Preto, 10 de novembro de 1937) é um escritor, cenógrafo e cineasta brasileiro premiado.
Escreveu roteiros e dirigiu filmes na década de 1970.

## Biografia
Filho de militar, mudou-se ainda criança para a capital paulista onde, após ingressar no curso de direito da Faculdade do Largo de São Francisco, ali funda a revista de literatura Escrita, junto a Wladyr Nader e Hamilton Trevisan. Neste período frequentava o meio artístico paulistano e, tendo realizado alguns documentários, ficou amigo de Roberto Santos e atuou junto a ele como assistente na direção de A Hora e a Vez de Augusto Matraga. Conheceu mais tarde Rubem Biáfora e foi convidado por ele para trabalhar em um projeto, dando início a uma amizade e parceria que durou vários anos. Juntos fundaram a produtora de filmes Data Cinematográfica.
Foi marido da advogada Isabel Gomes Araujo, com quem se casou em 1961, e posteriormente da atriz Joana Fomm, com quem se casou em 1969, e se separou em 1972. Fundou a Editora Horizonte. Escreveu os romances Via Carnal e Devoradores.
Em uma entrevista concedida em 2012, Astolfo estava debilitado devido a um AVC sofrido algus anos antes.

## Filmografia
Araújo é creditado nos seguintes filmes:

### Assistente de direção
- A Hora e a Vez de Augusto Matraga[3]

### Como cenógrafo e ator
- As Armas (1969) (também roteirista, produtor e diretor)

### Como roteirista
- As Gatinhas (1970)
- Fora das Grades (1971). Prêmio Governador do Estado, 1972, de Melhor Argumento para Astolfo Araújo[6]
- Profissão Mulher (1982)

### Como produtor
- O Quarto (1968)
- Carmen Miranda 1969
- Noites de Iemanjá (1971)
- A Casa das Tentações (1975)

### Como diretor
- As Gatinhas (1970). Troféu Ferradura de Ouro para Astolfo Araújo. Melhor Atriz para Joana Fomm no Prêmio Air France de Cinema. Prêmio de Melhor Ator para Sergio Hingst e Melhor Atriz para Joana Fomm no Festival de Santos[7]
- Fora das Grades (1971). Prêmio Governador do Estado de São Paulo, 1972, de Melhor Atriz Secundária para Liana Duval e Melhor Argumento para Astolfo Araújo[6]
- O Ibraim do Subúrbio (1976) (segmento Roy, o gargalhador profissional). Prêmio Adicional de Qualidade da Embrafilme. Prêmio Embrafilme de Melhor Ator Coadjuvante para Procópio Mariano. Prêmio de Melhor Ator para José Lewgoy no Festival de Gramado, 1977[8]
- Uma Banana Para Bergman (1984)